# Herbert Hübner
Herbert Richard Eberhard Hermann Hübner (Breslavia, 6 febbraio 1889 – Monaco di Baviera, 27 gennaio 1972) è stato un attore tedesco.

## Filmografia parziale
- Der Kosak und die Nachtigall, regia di Phil Jutzi (1935)
- La giovinezza di una grande imperatrice (Mädchenjahre einer Königin), regia di Erich Engel (1936)
- Ein Volksfeind, regia di Hans Steinhoff (1937)
- Ludwig II: Glanz und Ende eines Königs, regia di Helmut Käutner (1955)